# Gauche démocratique (Frankreich, Senat)

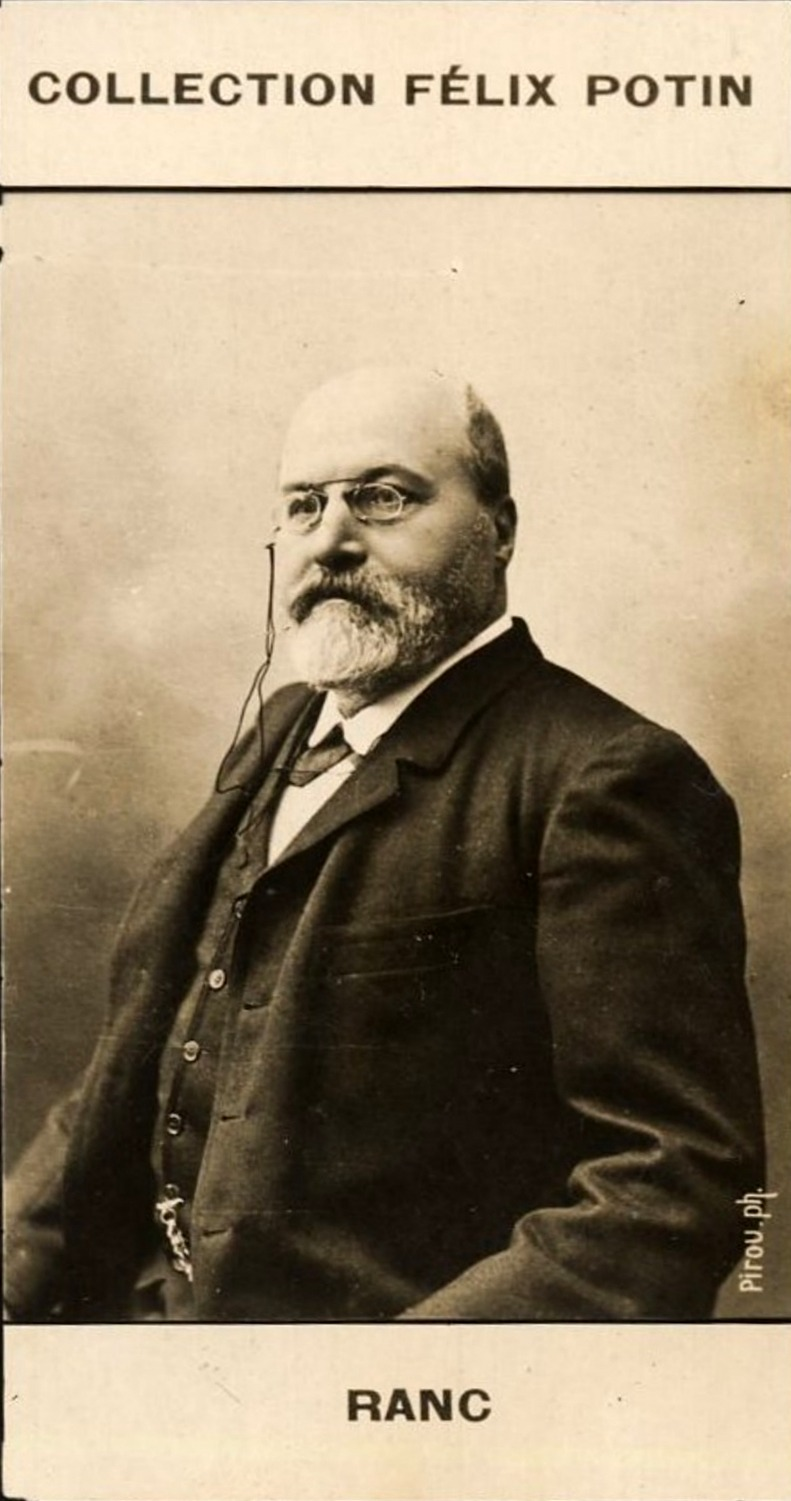
Arthur Ranc, erster Präsident der Fraktion.

Die Gauche démocratique (Demokratische Linke) war eine französische Parlamentsfraktion, die während der Dritten Republik im Senat 1891 gebildet wurde und bis 1989 bestand.

## Geschichte
Die Fraktion der Demokratischen Linken wurde 1891 mit etwa 40 Mitgliedern gegründet und wuchs bis 1894 auf 50 Abgeordnete an. Ihr gehörten radikale und radikalsozialistische Senatoren an. Ihre Gründung war Teil des Entstehungsprozesses der Parti républicain, radical et radical-socialiste. Um den Ideen ihrer Mitglieder besser zu entsprechen, änderte sie 1907 ihren Namen in Gauche démocratique radicale et radicale-socialiste (Radikale demokratische und radikalsozialistische Linke).
Sie war lange Zeit (mit mehr als 160 Senatoren) die größte Fraktion im Senat und umfasste die verschiedenen Radikalen (Parti républicain, radical et radical-socialiste, Radicaux indépendants und andere) sowie den linken Flügel der Alliance démocratique. Trotz dieser breiten Aufstellung wurde die Gruppe weitgehend von der Parti républicain, radical et radical-socialiste kontrolliert.
Als Zeichen des neuen Bündnisses um die Radikale Partei wurde sie 1948 in Groupe du Rassemblement des gauches républicaines et de la gauche démocratique (Fraktion des Zusammenschlusses der republikanischen Linken und der demokratischen Linken) umbenannt. 1952 wurde, um der Geschichte und dem internen Gleichgewicht des Bündnisses Rechnung zu tragen, die Namen umgekehrt: Groupe de la Gauche démocratique et du Rassemblement des gauches républicaines.
Die Gründung des Front républicain markierte die Spaltung zwischen den beiden Organisationen, wobei die Radikale Partei Pierre Mendès France folgte, während das Rassemblement des gauches républicaines sich verselbständigte und ihren Weg nach rechts und zum Centre national des indépendants et paysans fortsetzte. 1956 nahm die Gruppe ihren ursprünglichen Namen Gauche démocratique wieder an.
Während der Vierten Republik und zu Beginn der Fünften Republik (56 Mitglieder) war die Fraktion noch zahlenmäßig stark vertreten, danach ging sie jedoch zurück (35 Senatoren im Jahr 1986). Zwischen 1977 und 1986 schlossen sich die Abgeordneten des Mouvement des radicaux de gauche (Bewegung der radikalen Linken) zur Formation des sénateurs Radicaux de gauche (Formation der linksradikalen Senatoren) zusammen, die jedoch bei der Fraktion der Gauche démocratique verblieb. 1989 wurde angesichts des stetigen Mitgliederschwundes ein neuer Name gefunden: Rassemblement Démocratique Européen (RDE), 1995 erweitert zu Rassemblement démocratique et social européen (RDSE). Sie versuchte, breitere Kreise als die aus den historischen Radikalen hervorgegangenen Parteien der rechten und linken Mitte zu sammeln, indem sie Parteilose sowohl des linken als auch des rechten Lagers (Divers gauche und Divers droite) sowie Dissidenten anderer Parteien aufnimmt.

## Bekannte Mitglieder
Präsidenten der Fraktion:
- 1891–1893: Arthur Ranc
- 1893–1894: Émile Combes (Premierminister 1902–1905)
- 1894–1895: Henri de Verninac[4]
- 1895–1896: Jean Bernard[5]
- 1896–1897: Jean-Baptiste Baduel[6]
- 1897–1899: Paul Peytral
- 1899–1900: Maxime Lecomte[7]
- 1900–1905: Frédéric Desmons
- 1905–1907: Émile Combes
- 1907–1911: Adrien Gay de Savary[8]
- 1911–1920: Émile Combes
- 1920–1924: Gaston Doumergue (Staatspräsident 1924–1931, Senatspräsident 1923–1924, Premierminister 1913–1914 und 1934)
- 1924–1943: Jean-Baptiste Bienvenu-Martin
- 1946–1948: Jules Gasser[9]
- 1948–1951: Charles Brune[10]
- 1951–1959: Henri Borgeaud[11]
- 1951–1968: Pierre de La Gontrie[12]
- 1968–1978: Lucien Grand[13]
- 1978–1981: Gaston Pams[14]
- 1981–1982: René Touzet
- 1982–1988: Jacques Pelletier[15]
- 1988–1989: Josy Moinet[16]

Weitere bekannte Mitglieder der Fraktion waren Georges Eugène Charles Beauvisage, Georges Clemenceau, Fernand Crémieux, Suzanne Crémieux, Paul Doumer, Edgar Faure, Paul Fleurot, Victor Pierre Le Gorgeu, Édouard Herriot, Paul Longuet, François Mitterrand, Gaston Monnerville, Camille Pelletan, Edgard Pisani, Marcel Plaisant, Jean François-Poncet, Henri Queuille, Joseph-Paul Rambaud, Camille Rolland, Jacques Soufflet und Maurice Viollette.